# 疏脉苍山蕨
疏脉苍山蕨（学名：Ceterachopsis paucivenosa）为铁角蕨科苍山蕨属下的一个种。

## 扩展阅读
- 維基物種上的相關：疏脉苍山蕨